# 桑蒂乌斯特德圣胡安沃蒂斯塔
桑蒂乌斯特德圣胡安沃蒂斯塔，是西班牙卡斯蒂利亚-莱昂塞戈维亚省的一个市镇。 总面积46平方公里，总人口766人（2001年），人口密度17人/平方公里。